# Sybra irrorata
Sybra irrorata là một loài bọ cánh cứng trong họ Cerambycidae.